# Clivocampa
Clivocampa és un gènere de diplurs de la família Campodeidae. Hi ha almenys una espècie descrita Clivocampa solus.